# Richard T. Hanna
Ne doit pas être confondu avec Richard L. Hanna.
Richard Thomas Hanna, né le 9 juin 1914 à Kemmerer et mort le 9 juin 2001 à Tryon (Caroline du Nord), est un homme politique américain membre du Parti démocrate. Il est membre de l'Assemblée de l'État de Californie entre 1956 et 1962 avant d'être élu pour le 34e district de l'État à la Chambre des représentants des États-Unis, de 1963 à 1974.